# Алберт фон Амелунксен
Алберт фон Амелунксен (на немски: Albert von Amelunxen, Ritter; † пр. 1310) е рицар от стария род фон Амелунксен в Източна Вестфалия. Резиденцията на рода е дворец Амелунксен. Клонове на фамилията съществуват до днес.

## Произход
Той е син на Алберт фон Амелунксен († сл. 1293), бургграф на Брунсберг (1238 – 1288), и съпругата му Елизабет фон Падберг. Внук е на рицар Херболд II фон Амелунксен († сл. 1245) и правнук на Конрад II фон Амелунксен († сл. 1245). Праправнук е на Конрад I фон Амелунксен († сл. 1155), синът на Херболд I фон Амелунксен († сл. 1147). Брат е на Липолд II фон Амелунксен († сл. 1307) и на сестра, омъжена за фон Имбзен († сл. 1313).

## Фамилия
Алберт фон Амелунксен се жени за Фредеруна фон дер Асебург († сл. 1313), дъщеря на рицар Екберт фон Волфенбютел, преименуван на фон дер Асебург († 1306/1308) и съпругата му Алхайд фон Бракел († сл. 1273). Те имат седем деца:
- Екберт I фон Амелунксен († 25 април 1311/12 май 1312/сл. 1313), рицар, женен за Гербург фон Вьолтингероде († сл. 1312); имат три деца
- Фредеруна фон Амелунксен († сл. 1313), омъжена за Хайнрих фон Хаген
- Петриса фон Амелунксен († сл. 1311), омъжена за Херман фон Хоксар († сл. 1317)
- Алберт IV фон Амелунксен († сл. 1312)
- Хайнрих II фон Амелунксен
- Аделхайд фон Амелунксен († сл. 1311)
- Липолд III фон Амелунксен († сл. 1307)